# Jörg Winkler
Jörg Winkler (* 18. Januar 1953 in Berlin) ist ein ehemaliger deutscher Radsporttrainer. Zuletzt war er als Bundestrainer für den Bund Deutscher Radfahrer tätig.

## Werdegang
Jörg Winkler war aktiver Radsportler bei der BSG Post Berlin. Parallel studierte er an der Deutschen Hochschule für Körperkultur (DHfK) in Leipzig und machte 1978 seinen Abschluss als Diplom-Sportlehrer. Im selben Jahr wurde er Trainer im Sprintbereich beim ASK Vorwärts Frankfurt und betreute unter anderen erfolgreiche Rennfahrer wie Sören Lausberg, Kathrin Freitag, Daniela Clausnitzer und Tim Wulff, dann betreute er das DDR-Nationalteam der Junioren. Nach der Wende war er 1990 bis 2004 Landestrainer in Brandenburg und Stützpunkttrainer in Frankfurt an der Oder und von 2004 bis 2007 Trainer am Stützpunkt in Cottbus.
2008 wurde Winkler Nachwuchs-Bundestrainer im Sprintbereich beim BDR. In seine Amtszeit fallen unter anderem die Welt- und Europameistertitel im Juniorenbereich von Kristina Vogel, Pauline Grabosch, Emma Hinze und Maximilian Dörnbach sowie WM- und EM-Medaillen von Carl Hinze und Lea Sophie Friedrich. Mit über 130 internationalen Medaillen ist Winkler einer der erfolgreichsten Bundestrainer des BDR. Zum 31. Oktober 2021 wurde Jörg Winkler vom BDR in den Ruhestand verabschiedet; sein Nachfolger wurde der mehrfache Weltmeister Maximilian Levy, der seine aktive Laufbahn beendete.